# Троваста (Империја)
Троваста је насеље у Италији у округу Империја, региону Лигурија.
Према процени из 2011. у насељу је живело 25 становника. Насеље се налази на надморској висини од 632 м.